# Raymond James Stadium
El Raymond James Stadium, també conegut com a "Ray Jay", és un estadi de futbol americà situat a la ciutat de Tampa (Florida), Estats Units.
Des de la seva inauguració, el 1998, l'estadi és la seu dels Tampa Bay Buccaneers de la National Football League i els South Florida Bulls de futbol americà universitari. També és la seu de l'Outback Bowl de futbol americà universitari des de 1999.
El 2001 l'estadi va ser seu de la Super Bowl XXXV, amb victòria dels Baltimore Ravens sobre els New York Giants per 34-7. El 2009 es va disputar la Super Bowl (XLIII), amb victòria dels Pittsburgh Steelers sobre els Arizona Cardinals per 27-23.
A més de partits de futbol americà, l'estadi ha estat utilitzat per a una gran varietat d'esdeveniments, entre els quals es destaquen diversos partits de la selecció de futbol dels Estats Units, i va ser la seu del Tampa Bay Mutiny de la Major League Soccer entre 1999 i 2001.
L'estadi té una capacitat per 65.857 espectadors, però es pot expandir fins a 75.000 per a esdeveniments especials.

## Imatges

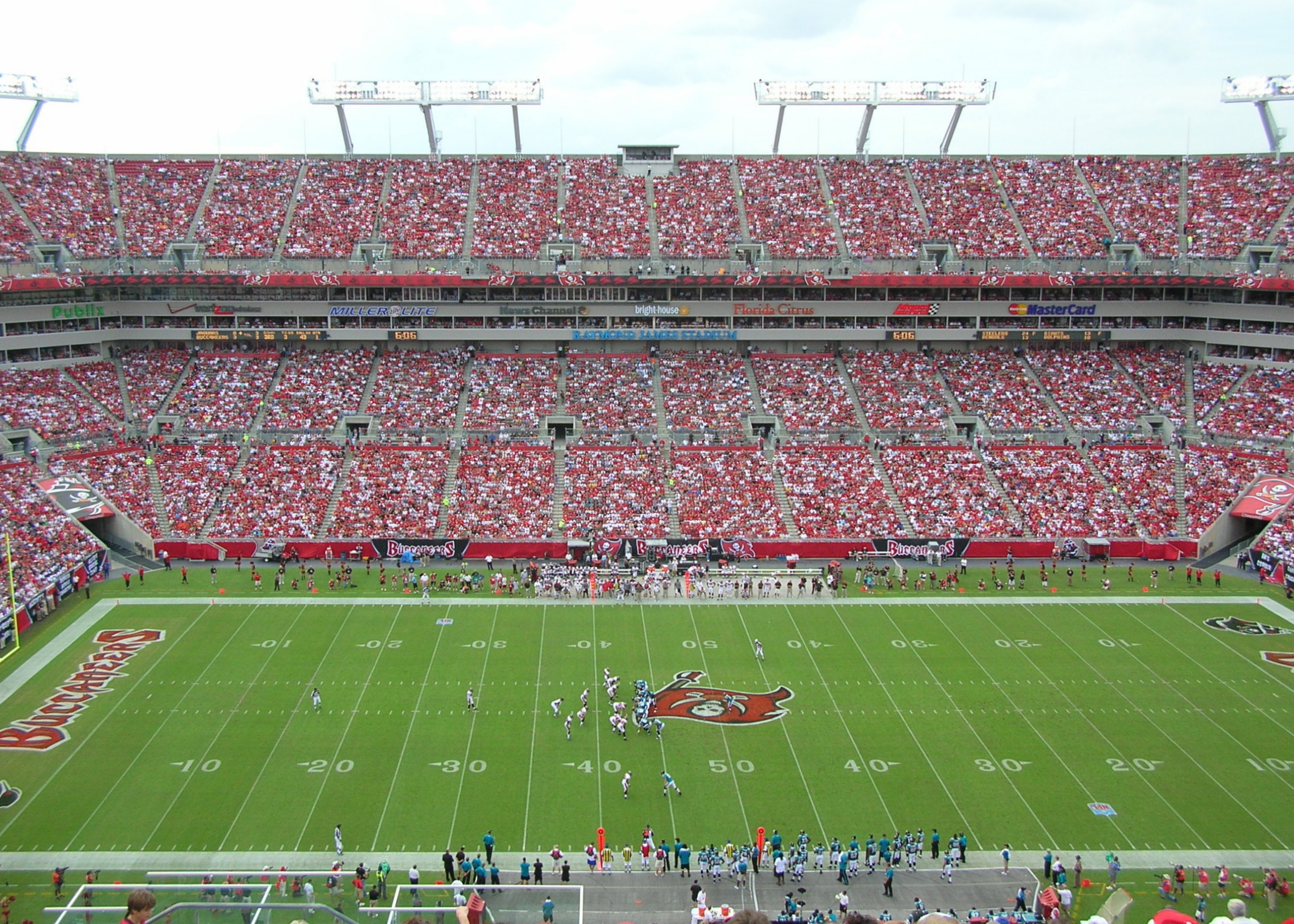
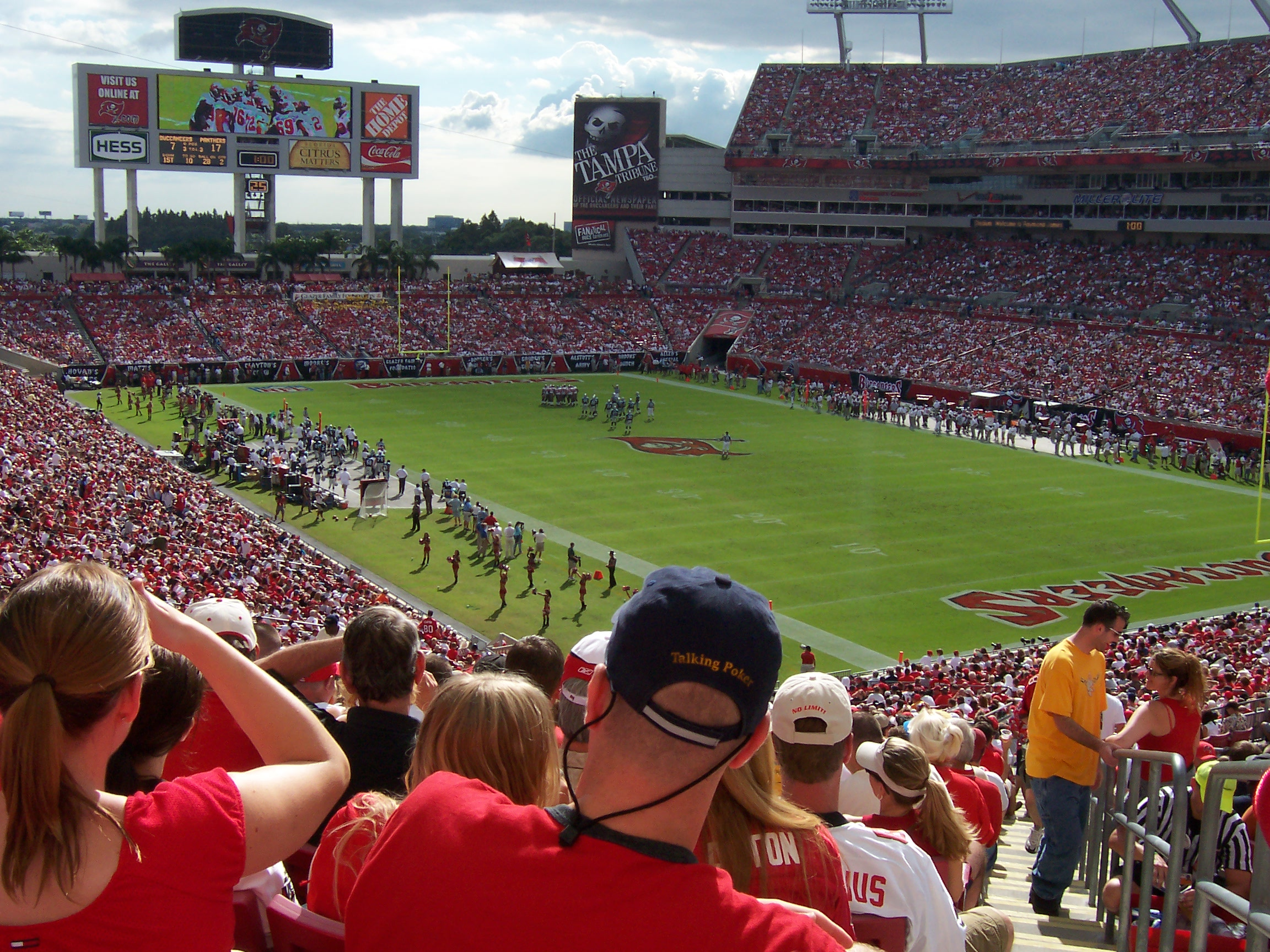
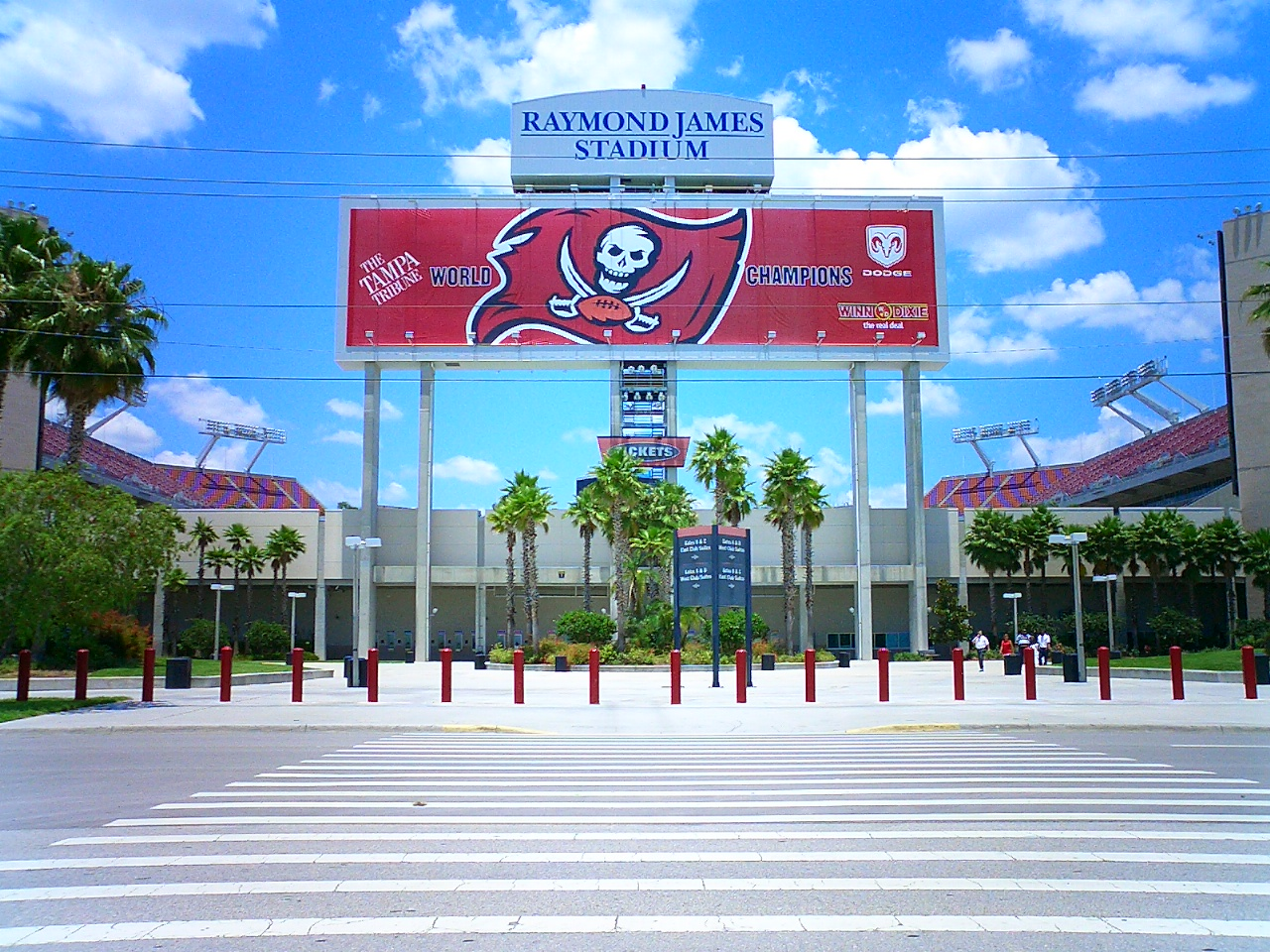
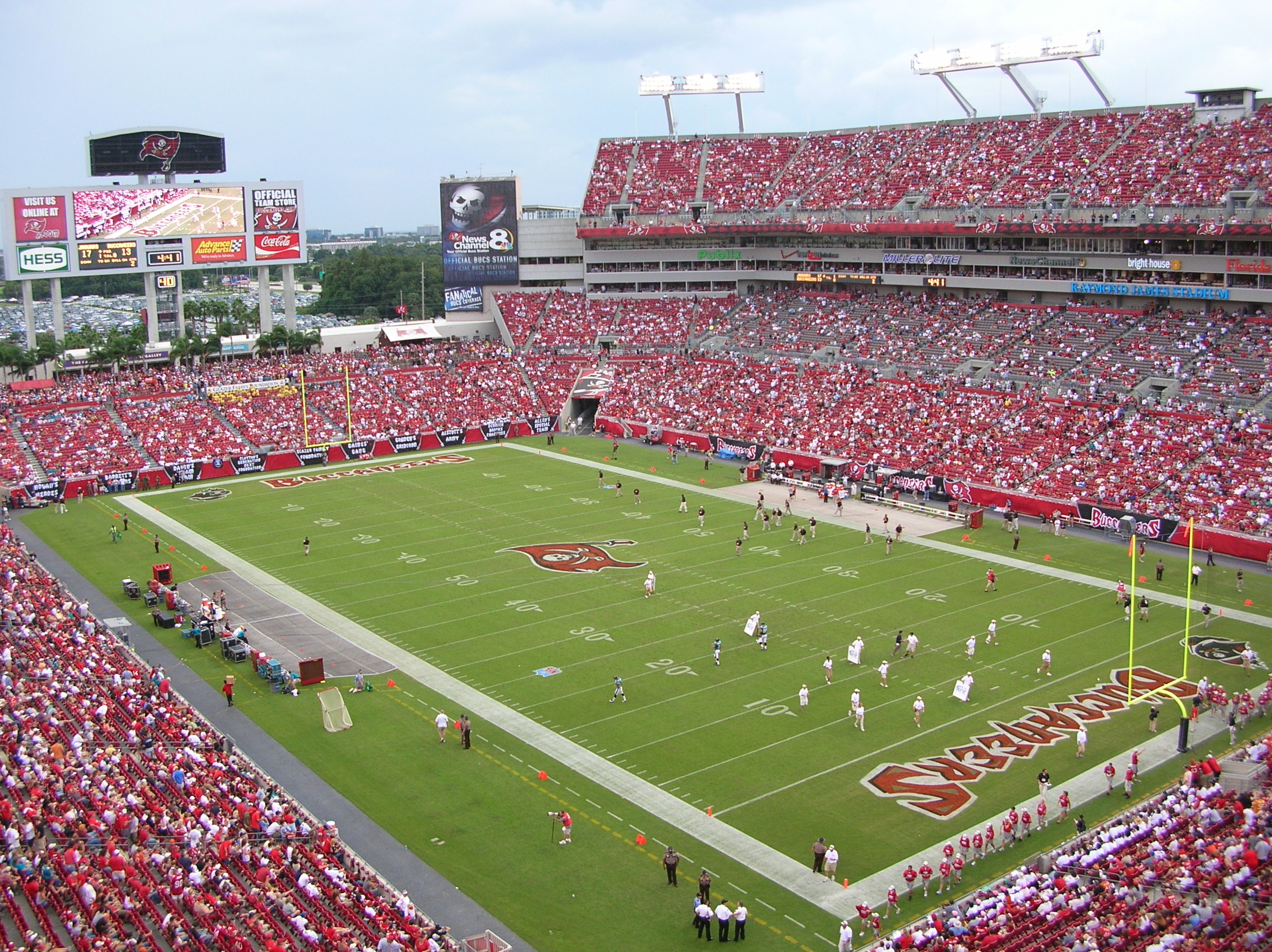
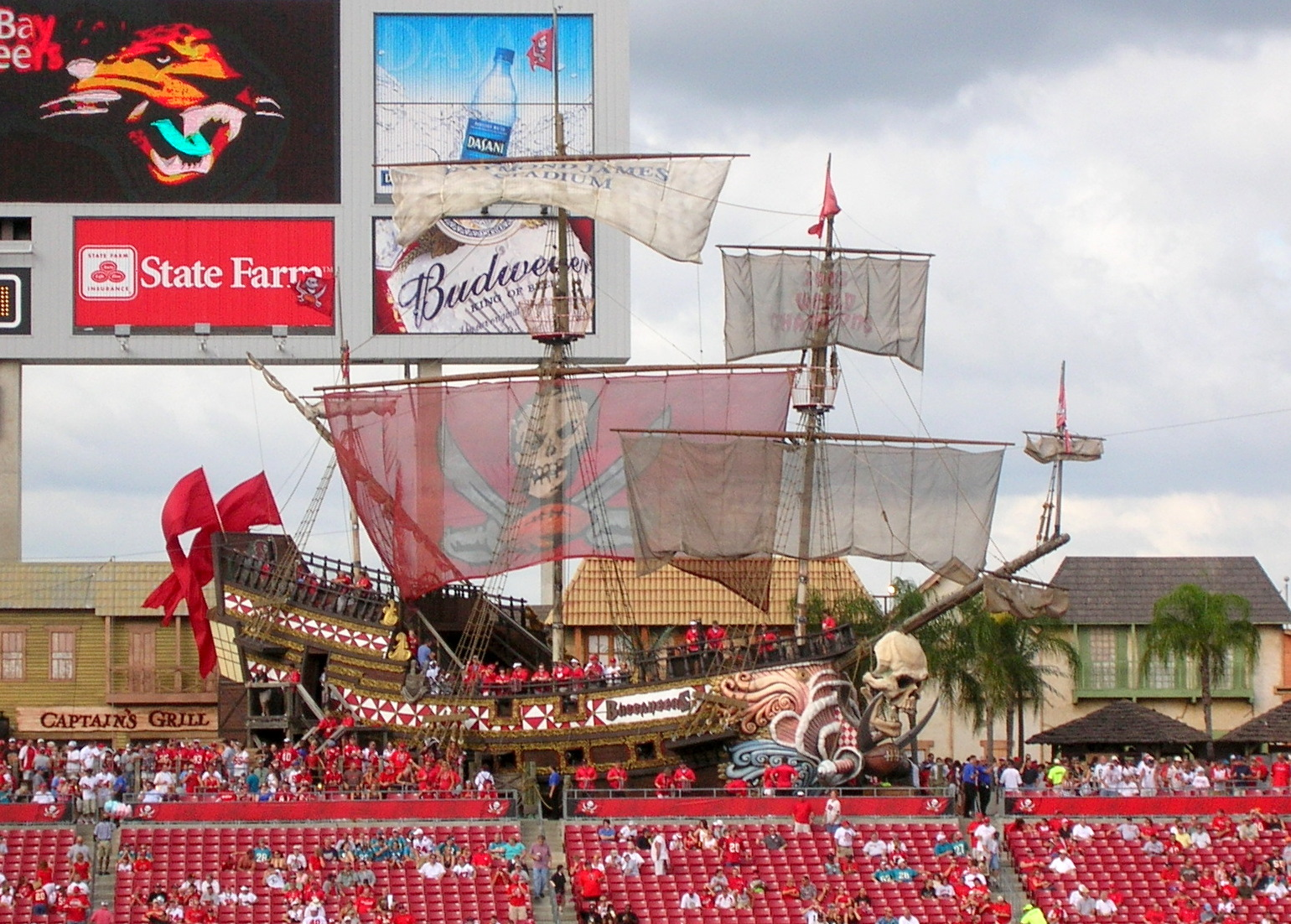
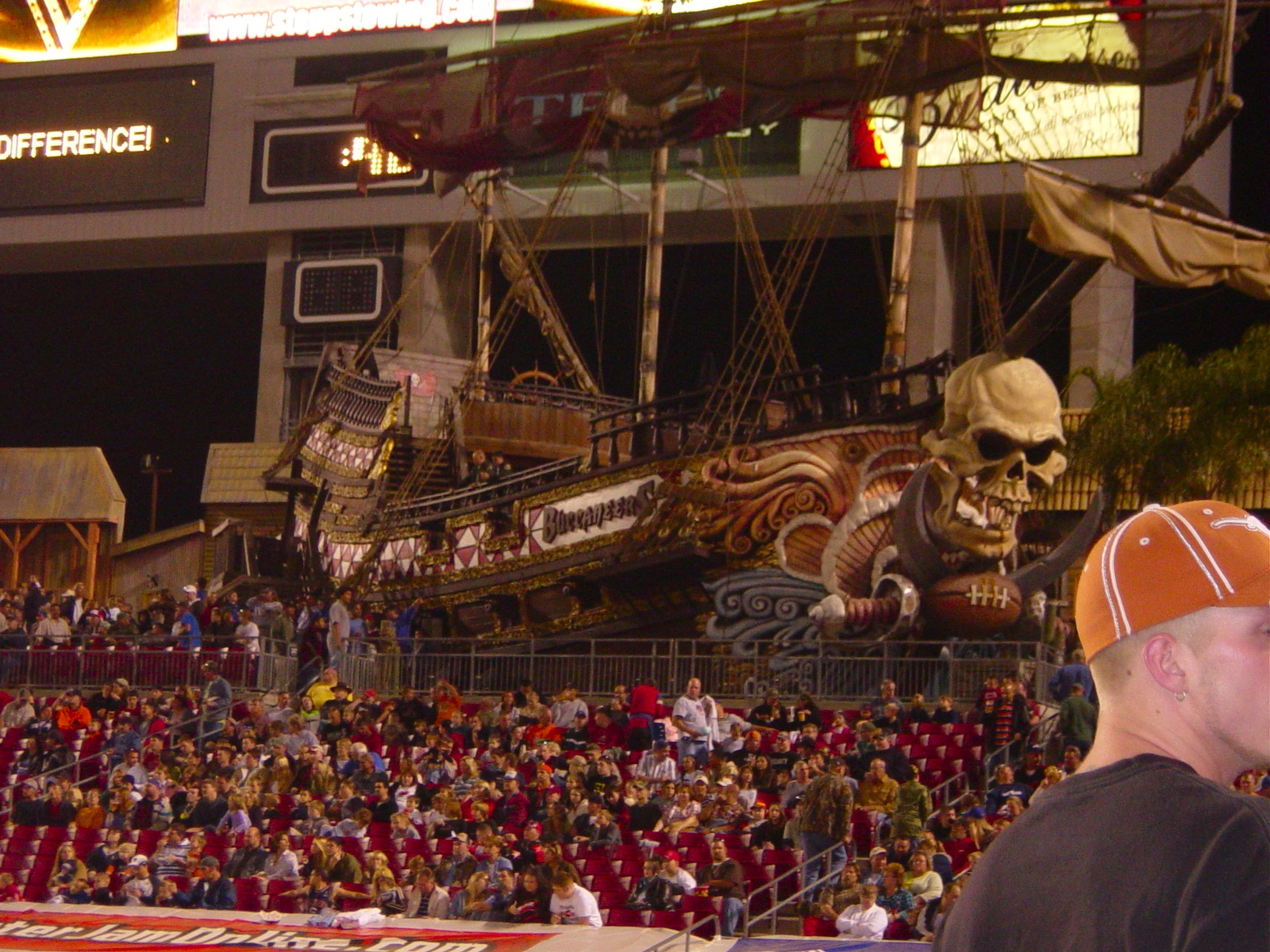